# سنگین (فیلم ۱۹۹۵)
سنگین (به انگلیسی: Heavy) فیلمی محصول سال ۱۹۹۵ و به کارگردانی جیمز منگولد است. در این فیلم بازیگرانی همچون شلی وینترز، لیو تایلر، دبی هری، جو گریفاسی، ایوان داندو، پروییت تیلور وینس، دیوید پاتریک کلی و جی. سی. مک‌کنزی ایفای نقش کرده‌اند.